# 汪良能
汪良能（1916年—1989年），男，汉族，安徽南陵人，中国烧伤整形外科专家，曾任中国人民解放军第四军医大学教授、博士生导师。